# Catedral de Essen

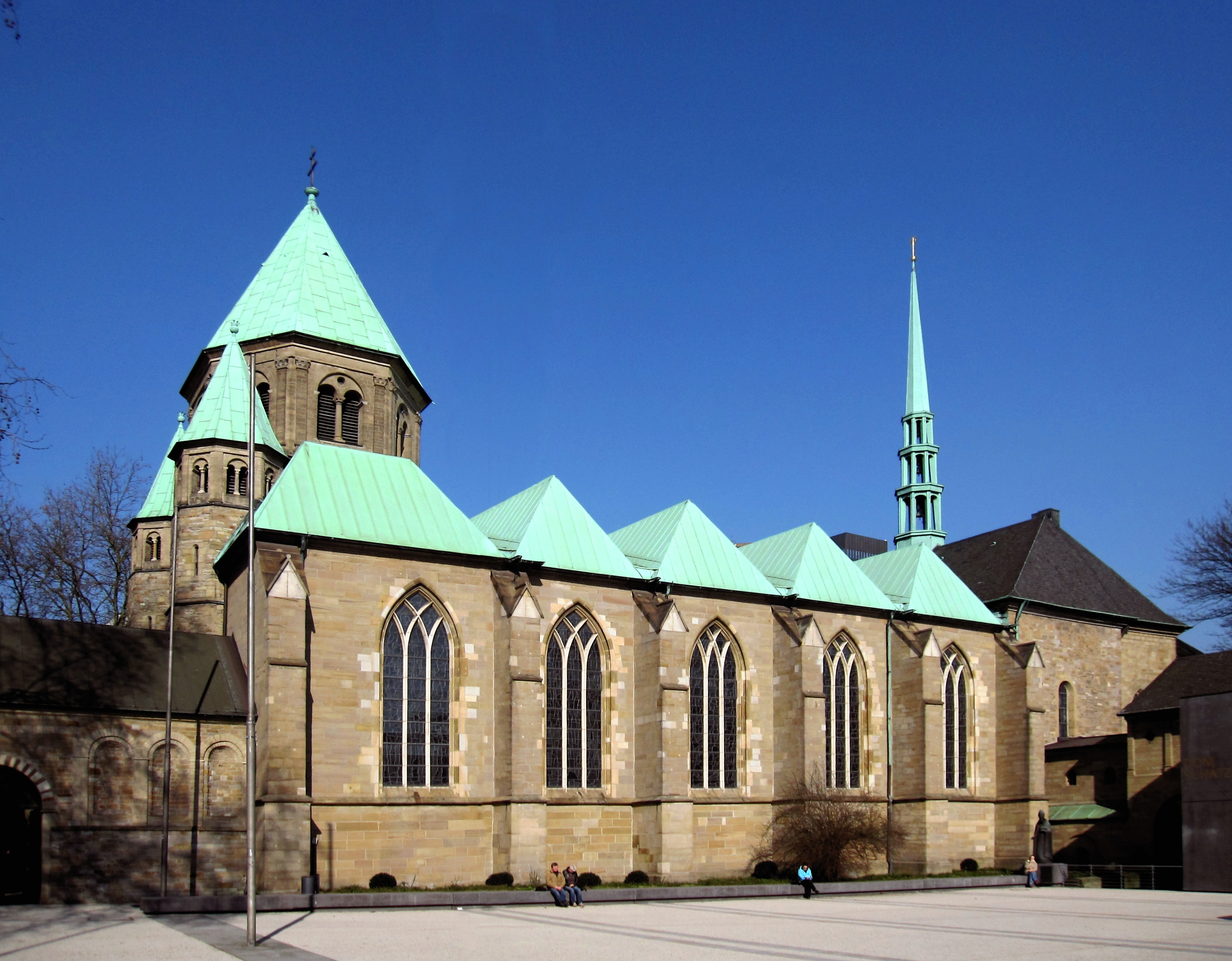
Catedral de Essen

A Catedral de Essen (em alemão: Essener Münster), desde 1958 também Catedral de Essen (Essener Dom), é a sede do bispo católico romano de Essen, a "Diocese do Ruhr", fundada em 1958. A igreja, dedicada aos Santos Cosme e Damião e à Santíssima Virgem Maria, fica na Burgplatz, no centro da cidade de Essen, na Alemanha.
A moderna Essen Minster é o terceiro edifício da igreja nesse local. O prédio atual, que foi reconstruído após sua destruição na Segunda Guerra Mundial, é uma igreja gótica, construída após 1275 em arenito de cor clara. A estrutura octogonal a oeste e a cripta são sobreviventes do edifício pré-românico otoniano que existia no local.
A Catedral de Essen é conhecida por seu tesouro (Domschatz), local aberto ao público.
O Domschatz contém, entre outros objetos de arte, a Madona Dourada, a mais antiga figura totalmente escultural de Maria ao norte dos Alpes.

## Galeria

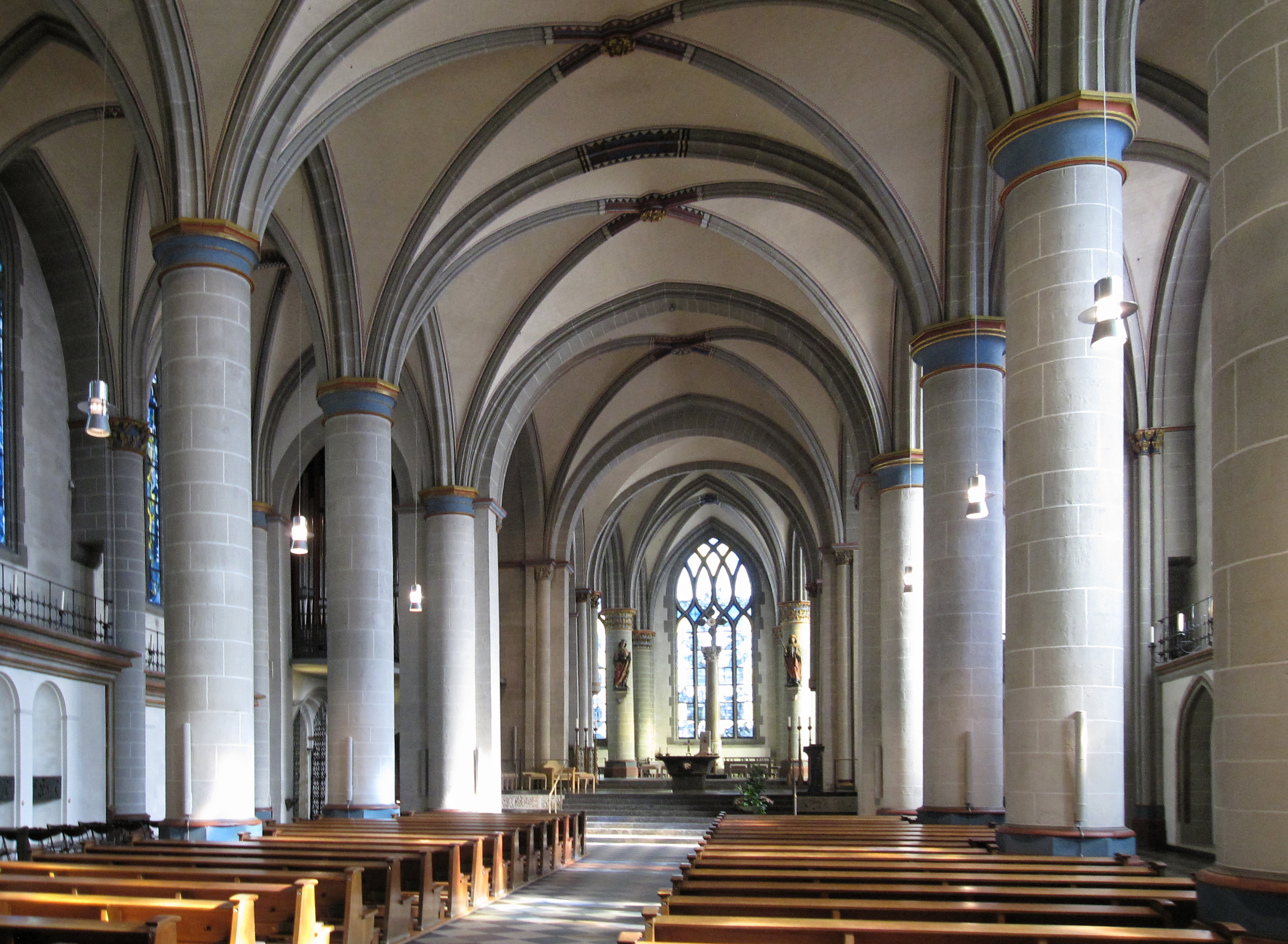
Vista da nave
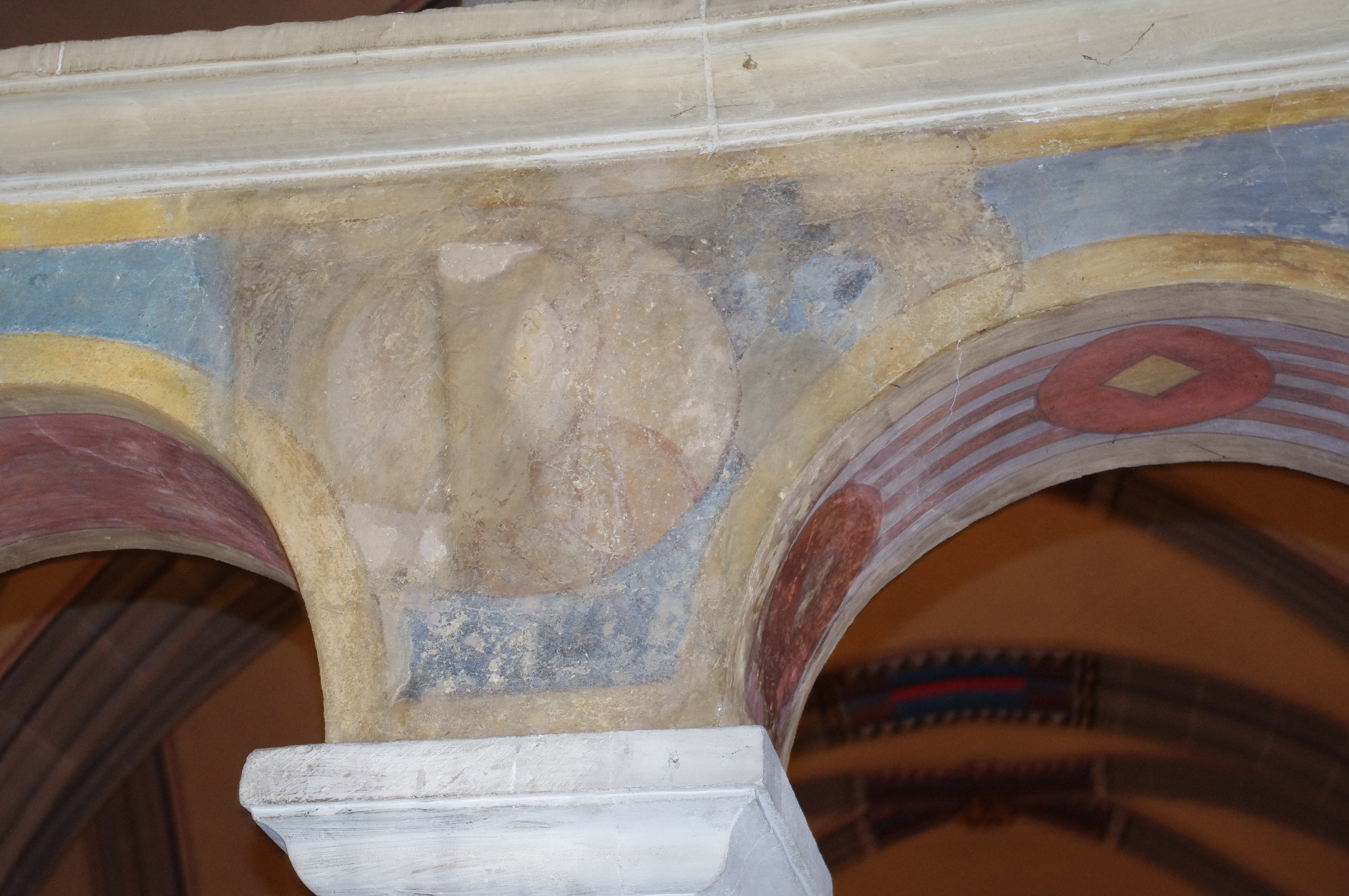
Resquícios de murais otonianos
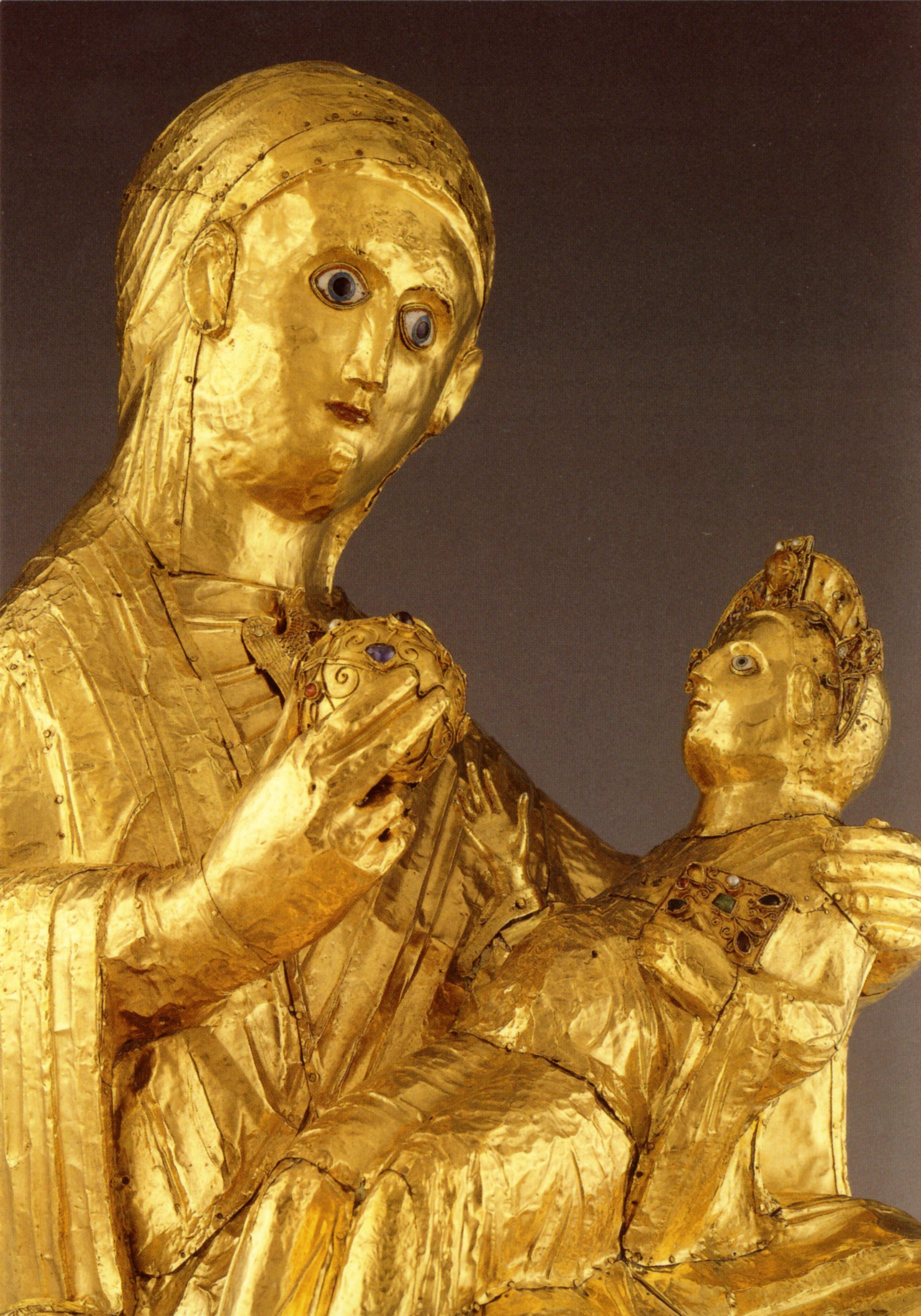
A Madonna Dourada
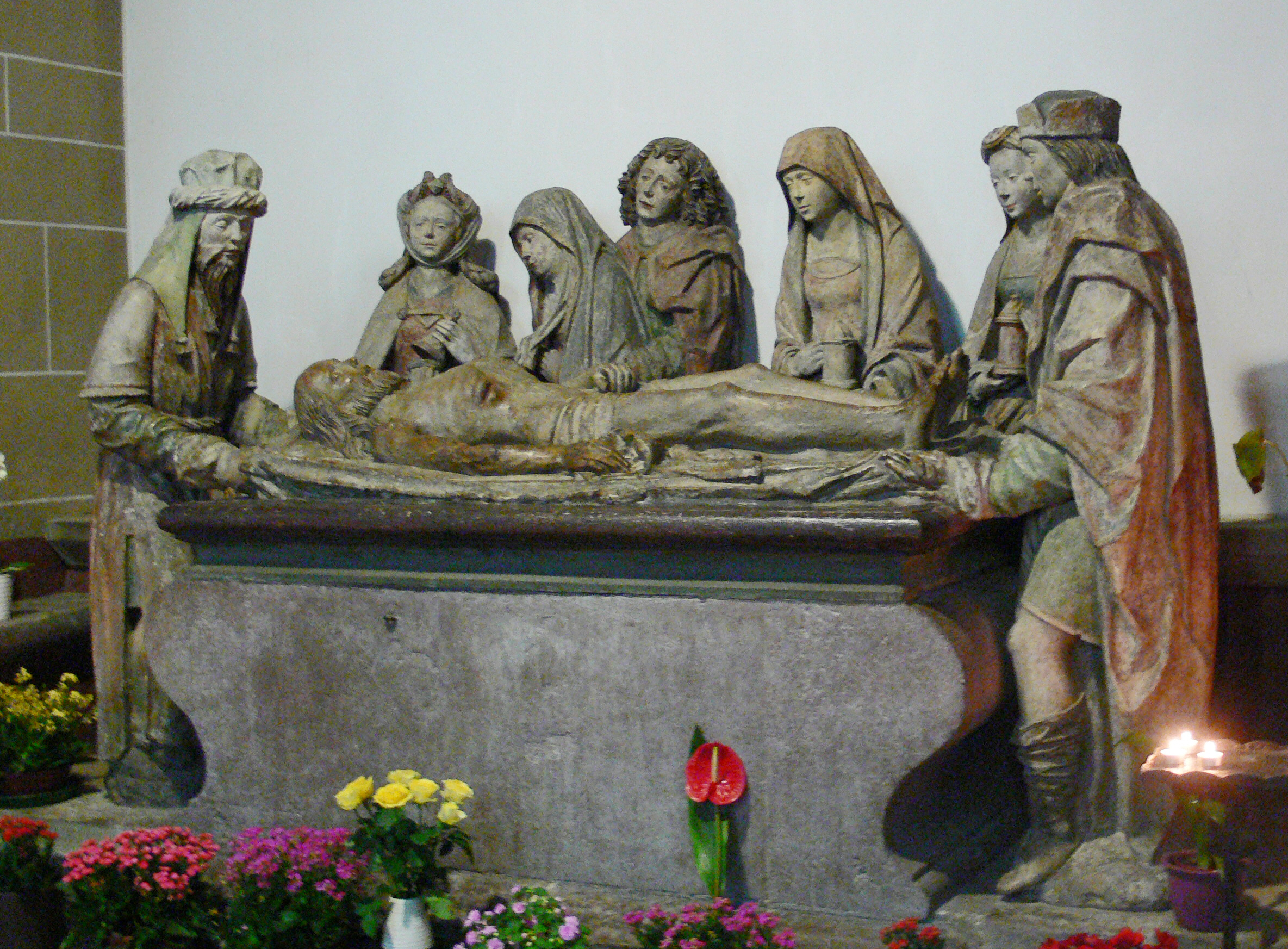
O Sepultamento de Cristo
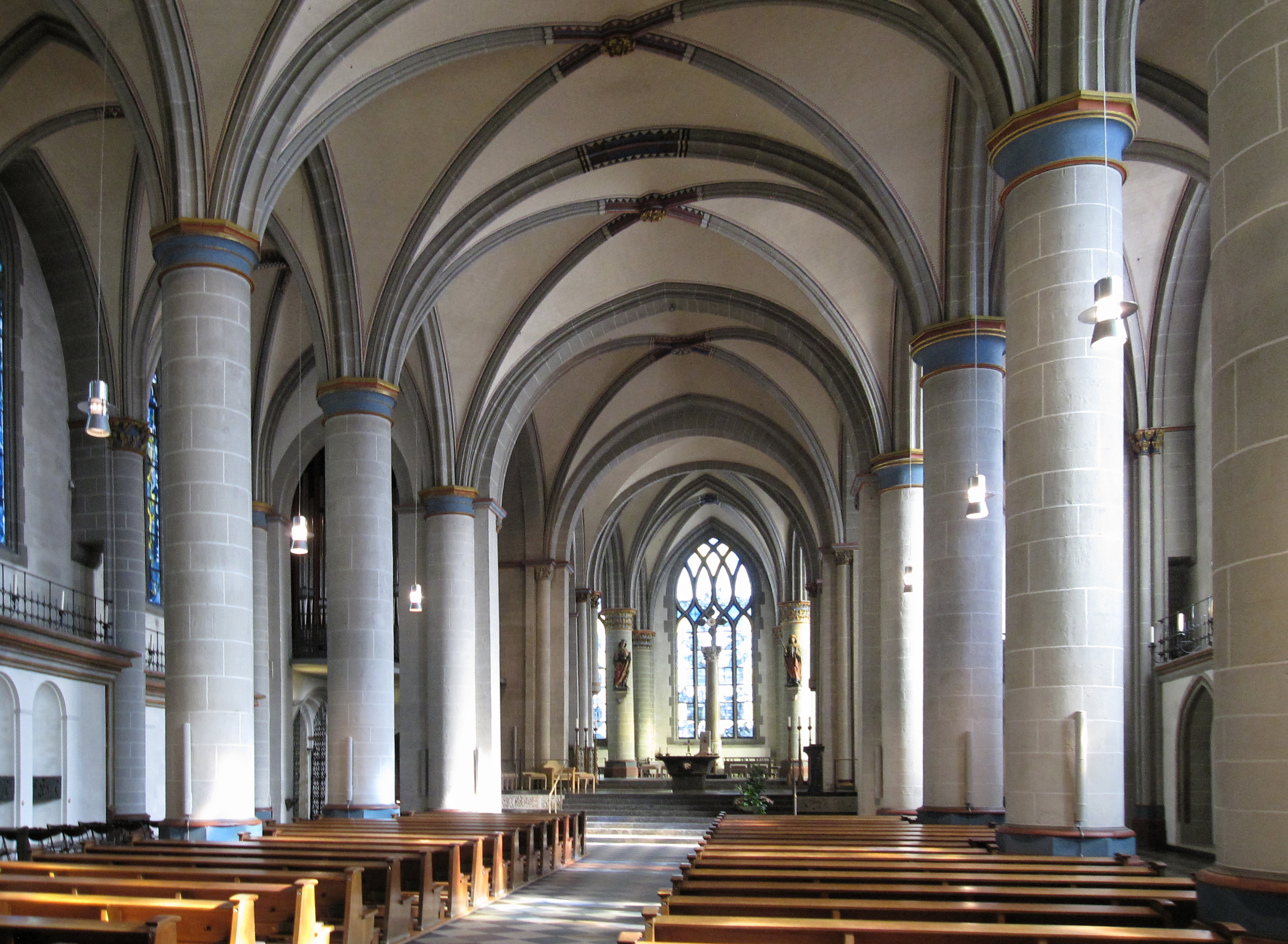
Interior